# ایون سولون
ایون سولون (انگلیسی: Ewen Solon؛ ۷ سپتامبر ۱۹۱۷ – ۷ ژوئیهٔ ۱۹۸۵) یک هنرپیشه اهل نیوزیلند بود.
از فیلم‌ها یا برنامه‌های تلویزیونی که وی در آن نقش داشته است می‌توان به سگ باسکرویل و رسالت اشاره کرد.